# Philodromus laticeps
Philodromus laticeps es una especie de araña cangrejo del género Philodromus, familia Philodromidae. Fue descrita científicamente por Keyserling en 1880.

## Distribución
Esta especie se encuentra en los Estados Unidos.